# Jack Shea
John Amos "Jack" Shea (Lake Placid, Nova Iorque, 7 de setembro de 1910 — Saranac Lake, Nova Iorque, 22 de janeiro de 2002) foi um patinador de velocidade norte-americano. Ele conquistou duas medalhas de ouro olímpicas em 1932.